# Ioan Argetoianu

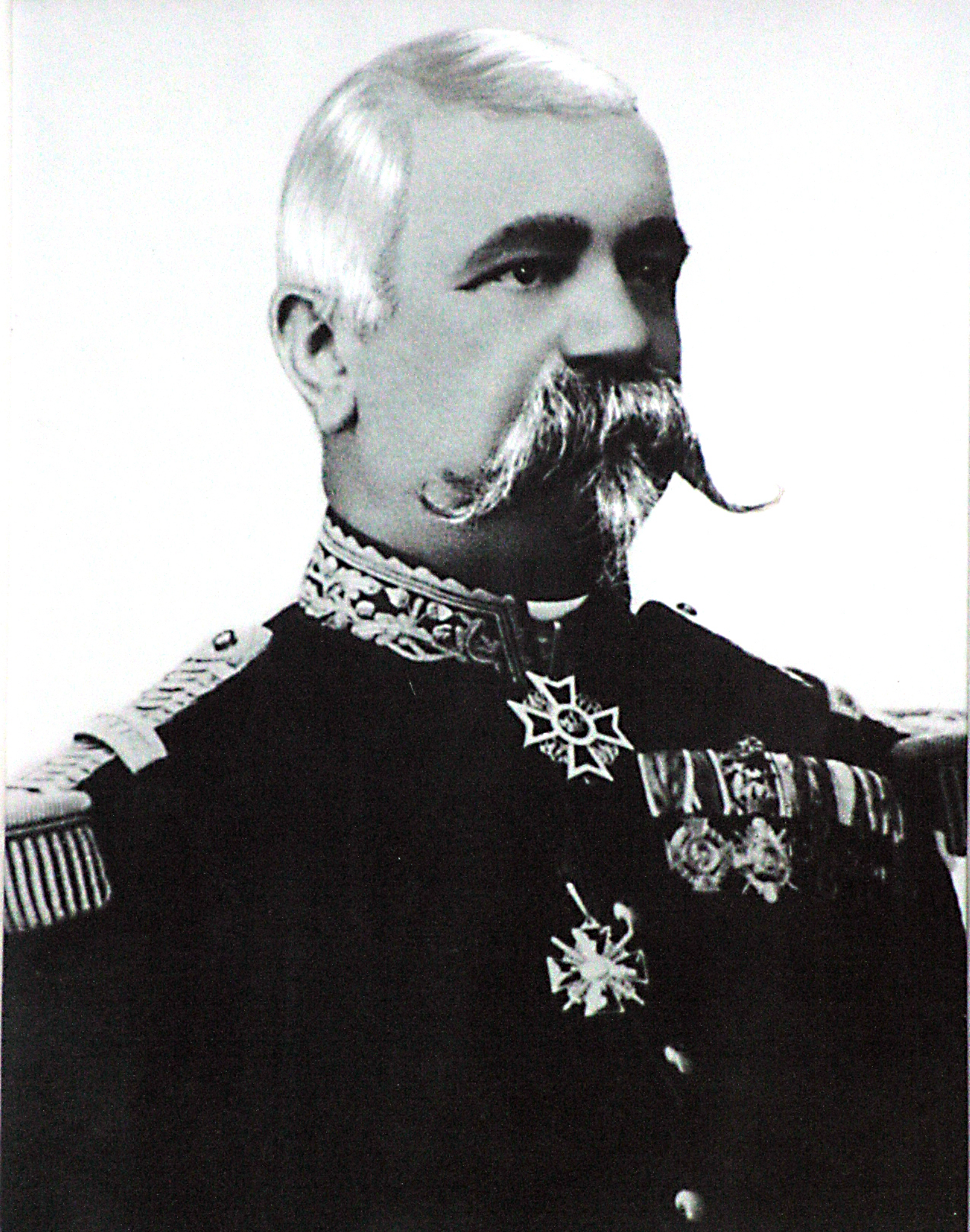
Generalul Ioan Argetoianu.

Ioan Argetoianu (n. 5 ianuarie 1841, Craiova – d. 2 martie 1928, Viena) a fost un militar și politician român, care a participat la Războiul de independență și a fost mai târziu deputat și ministru.

## Familie
Descendent al familiei boierești a Argetoienilor (scris alternativ și Argetoyanu), a deținut moșii vaste și un domeniu cu casă boierească în comuna Breasta din Oltenia. Educația și-a făcut-o la Craiova și la București.

## Carieră militară
A urmat o școală de geniști la Metz. În cadrul armatei, Ioan Argetoianu a fost ofițer, atingând în 1894 gradul de general de brigadă. A participat la Războiul de Independență din 1877.

## Carieră politică

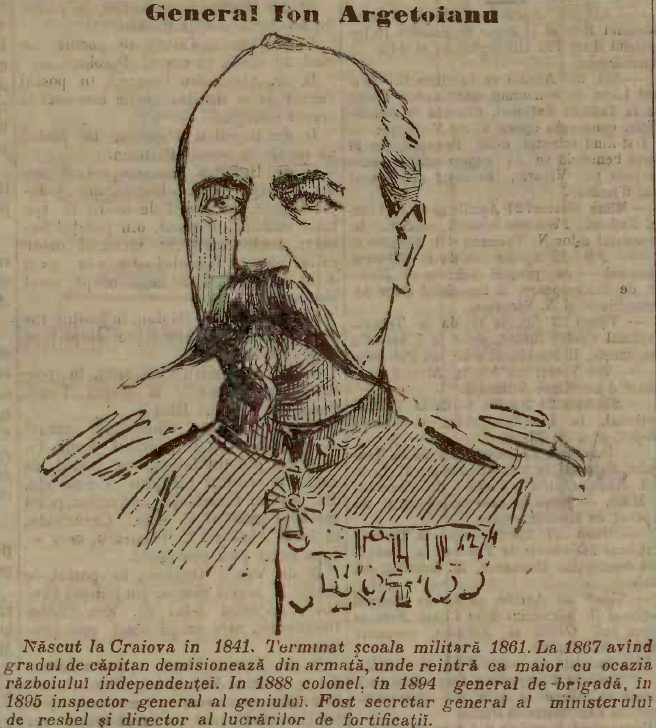
Fotografie a lui Ion Argetoianu apărută în ziarul "Adevărul", în anul 1899

După ieșirea la pensie, în 1901, Ioan Argetoianu a intrat în Partidul Conservator, de care îl legau afinități doctrinare și prietenia politică cu Titu Maiorescu. A fost ales în 1904 deputat în Parlamentul României, având să dețină de două ori funcția de vicepreședinte al Camerei Deputaților. Ulterior a fost ales senator, urmând să dețină o dată și vicepresedinția Senatului.
Între 28 martie și 14 octombrie 1912 a fost ministru de război în primul guvern al lui Titu Maiorescu. Mai târziu, fiul său, Constantin Argetoianu, a intrat  la rândul său în politică.

## Sfârșitul
Ioan Argetoianu a murit în străinătate, la Viena, unde se afla împreună cu soția sa. Fiul său, politicianul și memorialistul Constantin Argetoianu avea să scrie despre ultima lor întâlnire și moartea tatălui său: „am plecat pe la 20 decembrie (1927, n.n.) la Viena, unde părinții mei petreceau iarna, ca să fie mai lângă fiica-mea instalata acolo cu muma-sa. Cele 20 de zile pe care le-am petrecut la Viena mi-au mai vânturat ideile și mi-au înlesnit regăsirea echilibrului meu sufletesc, adânc tulburat. Ele mi-au rămas adânc întipărite în minte căci au fost cele din urmă pe care le-am trăit cu tată-meu care a încetat din viață, brusc, în ziua de 2 martie următor. S-a stins la vârsta de 89 de ani, fără nici o suferință, printr-o oprire a inimii.” În legătură cu relația cu tatăl său, Constantin Argetoianu continuă: „Am fost atât de strâns legat de părinții mei încât pierderea unuia dintr-înșii mi-a fost o lovitură mai grea decât pot să-și închipuiască cei care n-au cunoscut puterea unor asemenea legături...”